# Fiona Rolfs
Fiona Rolfs (* 9. August 1990 in Börninghausen) ist eine deutsche Fußballspielerin. Die Abwehrspielerin steht beim Zweitligisten Herforder SV unter Vertrag.

## Karriere
Rolfs begann ihre Laufbahn 1994 beim SVE Börninghausen und wechselte 2003 zum SC Isenstedt. 2004 wechselte sie zum Herforder SV, wo sie 2007 als 16-Jährige in der 2. Bundesliga debütierte. 2008 stieg sie mit Herford in die Bundesliga auf und kam am 7. September 2008 zu ihrem ersten Bundesligaeinsatz. Am 5. Oktober 2008 erzielte sie beim 4:0-Auswärtssieg beim SC 07 Bad Neuenahr ihr erstes Bundesligator. Ursprünglich war sie Stürmerin, seit 2010 wird sie in der Abwehr eingesetzt.
Zur Saison 2010/2011 wechselte Rolfs in die 2. Bundesliga zu Werder Bremen, um ein Studium im nahen Oldenburg aufnehmen zu können. Nachdem sie verletzungsbedingt nur ein Ligaspiel absolviert hatte, kehrte sie ein Jahr später nach Herford zurück.

## Erfolge
- Aufstieg in die Bundesliga 2008 und 2010